# Čelobrdo
Čelobrdo este un sat din comuna Budva, Muntenegru. Conform datelor de la recensământul din 2003, localitatea are 5 locuitori (la recensământul din 1991 erau 15 locuitori).

## Demografie
În satul Čelobrdo locuiesc 5 persoane adulte, iar vârsta medie a populației este de 68,7 de ani (69,8 la bărbați și 67,0 la femei). În localitate sunt 3 gospodării, iar numărul mediu de membri în gospodărie este de 1,67.
Populația localității este foarte eterogenă.
|  |

| Demografie | Demografie | Demografie |
| An         | Locuitori  | Locuitori  |
| ---------- | ---------- | ---------- |
|            |            |            |
|            |            |            |
|            |            |            |
|            |            |            |
| 1948       | 75         |            |
| 1953       | 76         |            |
| 1961       | 71         |            |
| 1971       | 20         |            |
| 1981       | 10         |            |
| 1991       | 15         | 15         |
| 2003       | 5          | 5          |

| \| Componența etnică conform recensământului din 2003[2] \| Componența etnică conform recensământului din 2003[2] \| Componența etnică conform recensământului din 2003[2] \| Componența etnică conform recensământului din 2003[2] \| Componența etnică conform recensământului din 2003[2] \| \| ----------------------------------------------------- \| ----------------------------------------------------- \| ----------------------------------------------------- \| ----------------------------------------------------- \| ----------------------------------------------------- \| \| \| \| \| \| \| \| Sârbi \| Sârbi \| \| 3 \| 60% \| \| Croați \| Croați \| \| 1 \| 20% \| \| necunoscută \| necunoscută \| \| 0 \| 0% \| |             |  |   |     |
| Componența etnică conform recensământului din 2003 |             |  |   |     |
| |             |  |   |     |
| Sârbi | Sârbi       |  | 3 | 60% |
| Croați | Croați      |  | 1 | 20% |
| necunoscută | necunoscută |  | 0 | 0%  |